# Tatsuyoshi Ishihara
Tatsuyoshi Ishihara (jap. 石原 辰義 Ishihara Tatsuyoshi; ur. 24 marca 1964 w Sadze) – japoński łyżwiarz szybki specjalizujący się w short tracku, brązowy medalista olimpijski.
Trzykrotnie uczestniczył w zimowych igrzyskach olimpijskich, przy czym w 1988 była to dyscyplina pokazowa. Na igrzyskach w Albertville w 1992 roku zdobył brązowy medal olimpijski w biegu sztafetowym na 5000 m oraz zajął 15. miejsce w biegu na 1000 m. Dwa lata później podczas igrzysk w Lillehammer w sztafecie był piąty.